# Departamento de Gastre
Departamento de Gastre är en kommun i Argentina.   Den ligger i provinsen Chubut, i den södra delen av landet, 1 300 km sydväst om huvudstaden Buenos Aires. Antalet invånare är 1 508.
Omgivningarna runt Departamento de Gastre är i huvudsak ett öppet busklandskap. Trakten runt Departamento de Gastre är nära nog obefolkad, med mindre än två invånare per kvadratkilometer.